# 科比特火山
科比特火山是一座位於美國阿拉斯加州的活火山,火山大約高度是6900米,最近一次噴發在2006年。

## 噴發
在2006年,一些研究員乘坐直昇機到火山口上空進行探測,發現火山冒出大量蒸氣,後續航班由美國地質勘探局/ AVO科學家發現，火山氣體被排出在山頂附近。空氣採樣證實了這些發現。阿拉斯加火山天文台正式列為本次活動作為爆炸性噴發。